# James Laird
James Laird (* 20. Juni 1849 in Fowlerville, Livingston County, New York; † 17. August 1889 in Hastings, Nebraska) war ein US-amerikanischer Politiker. Zwischen 1883 und 1889 vertrat er den zweiten Wahlbezirk des Bundesstaates Nebraska im US-Repräsentantenhaus.

## Werdegang
Schon in seiner frühen Jugend zog James Laird mit seinen Eltern nach Michigan, wo sich die Familie im Hillsdale County niederließ. Dort besuchte Laird das Adrian College. Trotz seiner Jugend diente er zwischen 1862 und 1865 während des Bürgerkriegs in der Armee der Union.
Nach dem Krieg studierte James Laird bis 1871 an der University of Michigan in Ann Arbor Jura. Nach seiner Zulassung als Rechtsanwalt begann er ab 1872 in Hastings (Nebraska) in diesem Beruf zu arbeiten. Politisch wurde er Mitglied der Republikanischen Partei. Im Jahr 1875 war er Delegierter auf einer Versammlung zur Überarbeitung der Staatsverfassung von Nebraska.
Bei den Kongresswahlen des Jahres 1882 wurde er im damals neu geschaffenen zweiten Distrikt von Nebraska in das US-Repräsentantenhaus gewählt. Nachdem er in den Jahren 1884, 1886 und 1888 jeweils in seinem Amt bestätigt wurde, konnte er sein Mandat im Kongress vom 4. März 1883 bis zu seinem Tod am 17. August 1889 ausüben. Sein Mandat fiel dann nach der fälligen Nachwahl an Gilbert L. Laws.